# Долње Плахтинце
Долње Плахтинце (слч. Dolné Plachtince) насељено је мјесто са административним статусом сеоске општине (слч. obec) у округу Вељки Кртиш, у Банскобистричком крају, Словачка Република.

## Становништво
| Година:    | 1994. | 2004.   | 2014.   | 2024.   |
| ---------- | ----- | ------- | ------- | ------- |
| Број људи: | 562   | 599     | 633     | 596     |
| Разлика:   |       | +6,58 % | +5,67 % | -5,84 % |

| Година:    | 2023. | 2024.   |
| ---------- | ----- | ------- |
| Број људи: | 600   | 596     |
| Разлика:   |       | -0,66 % |

Према подацима о броју становника из 2011. године насеље је имало 610 становника.